# Two Sticks
|  | Denne artikel er oprettet af botten PalnaBot ud fra en ekstern database. Den kan derfor have sproglige fejl eller mangler. Denne skabelon kan fjernes efter kontrol af indholdet. |

Two Sticks er en film instrueret af Jonas Otto Mattsson, Nikolai Tuborg Pedersen.

## Handling
Ung ghanesisk dreng mister forældre og det ene ben, bor på børnehjem. Overkommer sit handikap og forfølger sine drømme